# مانع (فیلم ۱۹۶۶)
مانع (لهستانی: Bariera) فیلمی به کارگردانی یژی اسکولیموفسکی است که در سال ۱۹۶۶ منتشر شد.

## گزیدهٔ بازیگران
- یان نووینسکی
- تادئوش اومنیتسکی
- ماریا مالیتسکا
- ریشارد پیتروسکی
- آندژی خردر
- زیگمونت مالانوویچ
- توما کارجیو
- زجیسواف ماکلاکیه‌ویچ
- هنریک بانک
- یوآنا شچربیتس
- یانوش بوکوفسکی

## میراث
این فیلم را به عنوان سخنگوی اصلی نسل خود و همچنین یکی از مهم‌ترین کارگردانان لهستانی که در دهه ۱۹۶۰ ظهور کرد، تثبیت کرد. این فیلم که تحت تأثیر گدار ساخته شده است، روایتی پیچیده و سبک‌پردازی شده از سفر اسطوره‌ای یک دانشجو در لهستان معاصر است و میزانسن سورئالیستی آن، آن را به عجیب‌ترین و شاعرانه‌ترین اثر اسکولیموفسکی تا به امروز تبدیل می‌کند.